# Hexenverbrennung in Derenburg

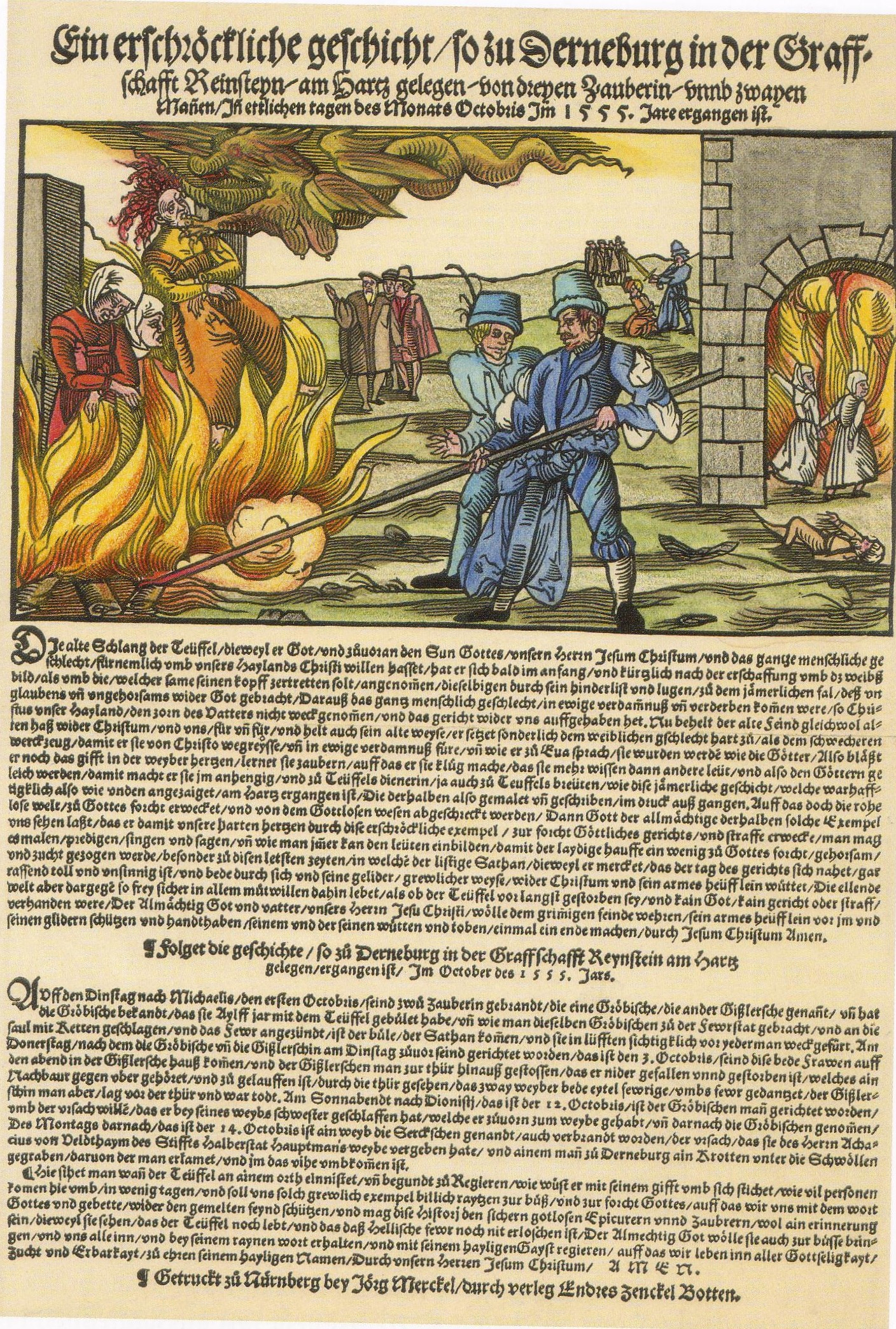
Hexenverbrennung in Derenburg am Harz. Flugblatt, 1555 in Nürnberg bei Jörg Merckel gedruckt

Über die Hexenverbrennung in Derenburg am Harz in Sachsen-Anhalt in den Jahren 1555 und 1556 sind keine Akten erhalten. Ein zeitgenössischer Einblattholzschnitt, von dem auch eine kolorierte Fassung existiert, beschreibt jedoch die Hexenverbrennungen von 1555.
Außerdem berichtet die Zeitschrift Neue gemeinnützige Blätter im Jahr 1796 aus Halberstadt über den Hexenprozess gegen Ursel Hufnerin.

## Einblattdruck über Verbrennung zweier Frauen, die Gröbische und die Gißlersche
Das Flugblatt „Ein erschroeckliche geschicht / so zu Derneburg in der Graffschafft Reinsteyn / am Hartz gelegen / von dreyen Zauberin / unnd zwayen Mannen / inn ettlichen tagen des Monats Octobris im 1555. Jare ergangen ist“ ist eine sogenannte Hexenzeitung (Erweytterte Unholden Zeyttung), die typisch waren für die Hexenverfolgung in Süddeutschland. Sie wurde in Nürnberg bei Jörg Merckel gedruckt. Grundlage dafür bildete die am 1. Oktober 1555 in Derenburg in der Grafschaft Regenstein erfolgte Verbrennung der Gröbischen und der Gißlerschen, zwei der Zauberei beschuldigten Frauen. Die Gröbische bekannte, dass sie 11 Jahre mit dem Teufel gebuhlt hat. Als man sie an die Säule auf dem Holzhaufen kettete und das Feuer entzündete, sei ihr Buhle, der Satan, gekommen und hätte sie, für jedermann ersichtlich, in die Lüfte davongeführt.
Zwei Tage später, am 3. Oktober 1555, sollen die beiden verbrannten Frauen „bede eytel fewrig“ nach Derenburg zurückgekehrt sein und im Gißlerschen Haus um das Feuer getanzt haben. Den Mann der Gißlerschen hätten sie so grob aus der Tür seines Hauses gestoßen, dass dieser sich vor den Augen seiner Nachbarn zu Tode stürzte.
Am 12. Oktober 1555 wurde der Mann der Gröbischen hingerichtet wegen Unzucht und Ehebruch mit der Schwester seiner hingerichteten Frau. Zwei Tage später starb letztendlich eine dritte Frau den Feuertod. Der Serckschen war vorgeworfen worden, dass sie der Frau des Halberstädter Stiftshauptmanns Achatius von Veltheim „vergeben hate“ und einem Mann in Derenburg eine Kröte unter die Schwelle gegraben habe. Der Mann sei daraufhin lahm geworden und habe Fieber bekommen.
Hierin siehet man – so das Fazit des Flugblattes – wie wüst der Teufel mit seinem Gift um sich sticht und wie viel Personen in wenigen Tagen ihm verfallen, wenn der Teufel sich einmal in einem Ort eingenistet hat. 
Das Beispiel Derenburg sollte abschreckend wirken.

## Hexenprozess gegen Ursel Hufnerin
Im Jahr 1655 nannten zwei Frauen in Derenburg unter der Folter den Namen von Ursel Hufner und drei anderen Frauen als Hexen. Weitere Gerüchte über die Hufner waren: sie hätte ihren eigenen Mann betrogen und sich viele Jahre mit dessen Bruder eingelassen, einem Schweinehirten, der eine Frau und zwei Kinder hatte.
Am 28. Dezember 1655 wurde die Angeklagte inhaftiert und am 29. Dezember 1655 gütlich, das heißt ohne Folter, vernommen. Dann folgte die Territion. Sie wurde zur Leiter gebracht und mit Beinschrauben gepeinigt. Unter der Folter legte sie ein Geständnis ab.
Ihre Hinrichtung erfolgte am 16. Februar 1656.